# Drenaje conductual
Behavioral sink (traducido al español como drenaje conductual, declive del comportamiento o hundimiento conductual) es un término acuñado por el etólogo John B. Calhoun para describir el colapso en el comportamiento que puede resultar de la sobrepoblación. El término y el concepto derivan de una serie de experimentos de sobrepoblación que Calhoun llevó a cabo en ratas grises, entre 1958 y 1962. En los experimentos, Calhoun y sus investigadores crearon una serie de "utopías de ratas", también conocida como "La Buhardilla", cerrando espacios en los cuales a los animales se les dio acceso ilimitado a alimentos y agua, permitiendo el crecimiento ilimitado de la población. Calhoun acuñó el término "behavioral sink" (drenaje conductual) en su reporte del 1 de febrero de 1962, en un artículo titulado "Densidad de la población y patología social", en la revista Scientific American sobre el experimento de las ratas. Más adelante, él realizaría experimentos similares en ratones de laboratorio, de 1968 a 1972.
El trabajo de Calhoun se usó como un modelo animal de un derrumbamiento social, y su estudio se ha convertido en parte fundamental de la sociología urbana y psicología en general.
En el estudio de 1962, Calhoun describió el comportamiento así:

Muchas [ratas hembras] no pudieron completar la preñez; y las que lo consiguieron, no pudieron sobrevivir al parto de sus crías. Un número aún mayor, después de partos con éxito, se quedó corto en sus funciones maternas dejando morir a sus crías. Entre los machos, las alteraciones de la conducta iban desde la desviación sexual hasta el canibalismo y desde la hiperactividad frenética hasta una retirada patológica de la cual los individuos emergían para comer, beber y moverse solo cuando otros miembros de la comunidad estaban dormidos. La organización social de los animales mostró la misma interrupción. 

... La fuente común de estas perturbaciones se hizo más dramáticamente evidente en las poblaciones de nuestra primera serie de tres experimentos, en los que observamos el desarrollo de lo que llamamos un drenaje conductual. Los animales se apiñaron en grandes números en uno de los cuatro corrales interconectados en los que se mantenía la colonia. Hasta 60 de las 80 ratas en cada población experimental se reunían en un corral durante los períodos de alimentación. Ratas individuales raramente comían, excepto en compañía de otras ratas. Como resultado, se desarrollaron densidades de población extremas en el corral adoptado para comer, dejando a los demás con poblaciones dispersas. 

... En los experimentos en los que se desarrolló el drenaje conductual, la mortalidad infantil alcanzó el 96 por ciento entre los grupos más desorientados de la población.

Calhoun se retiró del NIMH en 1984, pero continuó trabajando en sus investigaciones hasta su muerte el 7 de septiembre de 1995.

## Los experimentos
Los experimentos tempranos de Calhoun con ratas fueron llevados a cabo en una granja en Rockville, Maryland, iniciando en 1947.
Mientras Calhoun trabajaba en el NIMH (Instituto Nacional de Salud Mental) en 1954, él comenzó numerosos experimentos con ratas y ratones. Durante sus primeras pruebas, puso alrededor de 32 hasta 56 roedores en un área de 10 x 14 pies en un granero en el Condado de Montgomery. Separó los espacios en cuatro habitaciones. Cada habitación estaba específicamente creada para mantener una docena de ratas noruegas marrones adultas. Las ratas podrían pasar entre las habitaciones utilizando las rampas. Dado que Calhoun proporcionó recursos ilimitados, como agua, comida, y también protección contra los depredadores, enfermedades y el clima, se decía que las ratas estaban en una "utopía de ratas" o "paraíso de ratones", como otro psicólogo explicó.
Siguiendo sus primeros experimentos con ratas, en 1972 Calhoun crearía su "Entorno que Inhibe la Mortalidad en los Ratones": una jaula para ratones de 101 pulgadas cuadradas con alimentos y agua reabastecidos para apoyar cualquier aumento en la población, lo que llevó su enfoque experimental a sus límites. En su más famoso experimento de las series, la población del "Universo 25" llegó a 2.200 ratones y poco después exhibió una variedad de comportamientos anormales, frecuentemente destructivos. Para el día número 600, la población estaba en camino a la extinción.

## El Universo 25

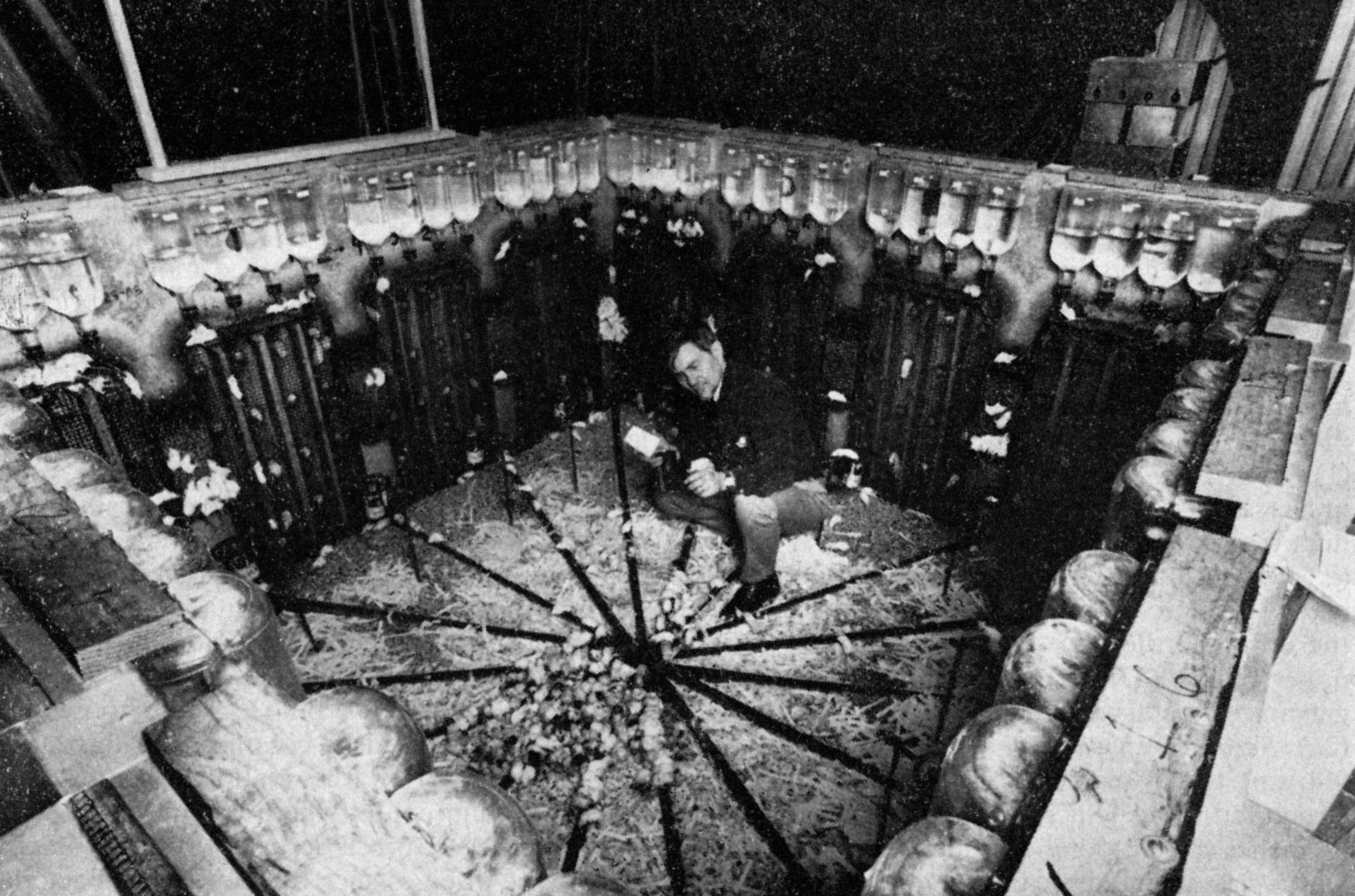
Calhoun dentro del "Universo 25" el 10 de febrero de 1970, 651 días después de iniciado el experimento. La acumulación de ratones en un solo estante de comida a pesar de la presencia de otros estantes es un indicador de que el "drenaje conductual" ya existe.

El experimento que dio protagonismo internacional al "drenaje conductual" fue el denominado "Universo 25". Una vez más, el hábitat se diseñó para eliminar cualquier factor físico que pudiera haber limitado el crecimiento de la población o haber afectado negativamente el bienestar y la esperanza de vida de los roedores.
Para el día 560, la población alcanzó los 2.200 individuos (frente a los más de 3.500 que podría albergar el Universo 25), y para el día 600 su crecimiento se detuvo por completo. Los machos mostraron desinterés y, en ocasiones, conductas agresivas hacia las hembras. Las hembras abandonaron a sus crías, o las descuidaron. Pocos ratones sobrevivieron al destete; a partir de ese día hubo algunas pocas preñeces, pero ninguna cría sobrevivió. Incluso cuando la población volvió a los niveles iniciales del experimento, no se registraron nuevos nacimientos. Los ratones que aún podían reproducirse, como "los hermosos" (“the beautiful ones”) y algunas hembras que se escondían en los niveles más altos de la jaula, habían perdido la capacidad social para hacerlo llegando a mostrar cambios en la orientación sexual. La colonia se dirigió a la extinción. De alguna manera, las ratas experimentales habían dejado de ser ratas, incapaces de tener relaciones sociales. Una especie de "primera muerte", como la definió el propio Calhoun. Una muerte social que precedió a la muerte física.

## Influencia cultural
El artículo de 1962 de la revista Scientific American llegó en un tiempo en el cual la sobrepoblación se había convertido en un tema de gran interés público, y tuvo una influencia cultural considerable. El estudio estuvo directamente referenciado en algunos trabajos de ficción, y puede haber sido influencia de muchos más.
Calhoun había expresado mucho de su trabajo en términos antropomórficos, en una manera que hizo sus ideas altamente accesibles a una gran audiencia. Tom Wolfe escribió sobre el concepto en su artículo "Oh Rotten Gotham! Sliding Down into the Behavioral Sink ("Oh Gotham Podrida! Deslizándose hacia el Drenaje Conductual"), que más tarde fue hecho el último capítulo de The Pump House Gang. Lewis Mumford también hace referencia al trabajo de Calhoun en su obra The City in History afirmando:

No poca parte de esta fea barbarización se debe a la congestión física: un diagnóstico ahora parcialmente confirmado con experimentos científicos con ratas, ya que cuando se colocan en cuartos igualmente congestionados, exhiben los mismos síntomas de estrés, alienación, hostilidad, perversión sexual, incompetencia de los padres y violencia rabiosa que ahora encontramos en las Megalópolis.

El trabajo de Calhoun ha sido mencionado en libros de cómic, incluyendo Batman y 2000 AD.
El mismo Calhoun vio el destino de la población de ratones como una metáfora para el potencial destino del ser humano. Muestra el colapso social como una "muerte espiritual", con referencia a la muerte corporal como la "segunda muerte" mencionada en el libro bíblico del Apocalipsis 2:11.[cita requerida]
El trabajo de Calhoun con ratas inspiró el libro infantil de 1971, Mrs. Frisby and the Rats of NIMH, escrito por Robert C. O'Brien, que fue adaptado a una película animada de 1982, The Secret of NIMH.

## Aplicabilidad a humanos
La controversia existe sobre las implicaciones y consecuencias del experimento. El psicólogo Jonathan Freedman reclutó estudiantes de secundaria y universitarios para llevar a cabo una serie de experimentos que medían los efectos de la densidad en el comportamiento. Freedman midió su estrés, incomodidad, agresión, competitividad y antipatía general, y declaró no haber encontrado efectos negativos apreciables en 1975. Investigadores argumentaron que "el trabajo de Calhoun no era simplemente sobre la densidad en un sentido físico, como el número de individuos por unidades de área, sino sobre grados de interacción social."